# تپه بزرگ عباس‌آباد
تپه بزرگ عباس‌آباد مربوط به دوران‌های تاریخی پس از اسلام است و در شهرستان مرودشت، بخش سیدان، روستای عباس‌آباد واقع شده و این اثر در تاریخ ۲۲ مرداد ۱۳۸۴ با شمارهٔ ثبت ۱۳۳۳۹ به‌عنوان یکی از آثار ملی ایران به ثبت رسیده است.